# Otto III van Karinthië
Otto III van Karinthië ook bekend als Otto van Tirol (circa 1265 - 25 mei 1310) was van 1295 tot 1310 hertog van Karinthië en graaf van Tirol. Hij behoorde tot het huis der Meinhardijnen. 

## Levensloop
Otto was de oudste zoon van hertog Meinhard II van Tirol en Elisabeth van Beieren, weduwe van Rooms-Duits koning Koenraad IV. In 1286 kreeg zijn vader van Rooms-Duits koning Rudolf I van Habsburg ook het hertogdom Karinthië toegewezen, als dank voor diens steun in het conflict van Rudolf tegen koning Ottokar II van Bohemen. 
Na het overlijden van zijn vader in 1295 erfden Otto en zijn jongere broer Hendrik het hertogdom Karinthië en graafschap Tirol. Daarnaast erfden ze ook een goed georganiseerd rijk omdat hun vader een efficiënte administratie had opgericht. Een van zijn eerste daden als heerser was dat Otto een grensverdrag afsloot met het naburige bisdom Brixen, waarmee de rivieren Adige en Avisio voortaan de grens vormden tussen Tirol en Brixen.
Van zijn schoonbroer, de in 1298 tot Rooms-Duits koning verkozen Albrecht van Habsburg, kreeg Otto verschillende tolrechten toegewezen. Omdat het koninklijk hof van Otto nogal verkwistend was, betekende dit echter een enorme belasting op zijn financiën. De meest belangrijke daden van zijn economische politiek waren de expansie en de beveiliging van de markt in Gries, die daarmee kon concurreren met de centrale markt van Bolzano, die in handen was van de bisschop van Brixen.
In 1310 overleed Otto zonder mannelijke nakomelingen na te laten, waarna zijn broer Hendrik als enige graaf van Tirol en hertog van Karinthië overbleef.

## Huwelijk en nakomelingen
In 1297 huwde Otto met Euphemia van Silezië (1281-1347), dochter van hertog Hendrik V van Silezië. Ze kregen volgende kinderen:
- Elisabeth (1298-1352), huwde in 1323 met koning Peter II van Sicilië
- Anna (1300-1331), huwde in 1328 met paltsgraaf Rudolf II aan de Rijn
- Ursula (overleden in 1327)
- Euphemia (overleden tussen 1329 en 1339)